# Знак «Честному воину Карельского фронта»
Знак «Честному воину Карельского фронта» — нагрудный знак, учреждённый приказом РВСР № 570 от 5 марта 1922 года в память подавления Карельского восстания (сентябрь 1921 — февраль 1922 гг.). Почётная награда РККА, вручался за мужество и героизм, проявленный во время Карельского восстания на Карельском фронте.
В приказе значилось, что:

«право ношения жетона присваивается всем красноармейцам и военнослужащим, принимавшим участие в ликвидации вторжения бело-финских банд на территорию Карелии».

Это первый советский наградной памятный знак. Удостоверения к нему не прилагалось, однако информация о праве ношения памятного знака заносились в красноармейские книжки и в командирские послужные списки.
Знак представляет собою венок из лавровых и дубовых листьев с красной пятиконечной звездой с изображением плуга и молота. На венок наложен фигурный щит с надписью «Честному воину карельского фронта». Знак размером 56×37 мм изготавливался из меди и жести. Отдельные заказные экземпляры были выполнены из серебра.

## Описание
Слегка вытянутый по вертикали венок из лавровых, справа, и дубовых, слева, листьев, увенчанный наверху красной пятиконечной звездой с лучевой насечкой под эмалью. Её центр красный с золотистым изображением плуга и молота. Низ венка перехвачен ленточкой со свободно свисающими концами, вырезанными треугольником. На венок наложены две скрещенные трёхлинейные винтовки образца 1891 года. Концы их стволов и прикладов выходят за габариты венка. На них крепится фигурный щит, окантованный буртиком и имеющий выпуклую надпись в четыре строки:
Винтовки и щит серебристые, сам знак изготовлен из меди и жести. Известны единичные экземпляры, выполненные из серебра, вероятно, по особому заказу. Размер 56×37 мм, крепление при помощи штифта и гайки.

## Историческая справка
Первый советский памятный наградной знак. Им были награждены все участники боев по защите суверенитета и целостности РСФСР на северо-западных рубежах. Начало антисоветского восстания на севере Карелии было инициировано финским отрядом, перешедшим в сентябре 1921 на Ребольском направлении границу и создавшим в Тунгудской волости Временный карельский комитет, объявивший мобилизацию населения и агитировавший за присоединение к Финляндии. 13 ноября 1921 границу с боями пересекли большие отряды финской реакции, состоящие в большей своей части из националистов охранного корпуса Финляндии — шюцкора. Началось наступление в глубь Карелии и возникла реальная угроза целостности Республики, тем более, что в нескольких местах была перерезана Мурманская железная дорога.
Совет Труда и Обороны РСФСР на территории Карелии и части Мурманской губернии ввел военное положение и образовал Карельский боевой район Петроградского военного округа, получивший в дальнейшем неофициальное название Карельский фронт. Командующим войсками назначили коменданта Петроградского укрепленного района А. И. Седякина. Его помощниками стали начальник штаба округа Л. Н. Ростов и начальник оперативного управления Ф. И. Толбухин. Почти всё время там же находились командующий войсками округа В. М. Гиттис и Главком Вооружённых Сил республики С. С. Каменев.
Спланированная по классическим канонам (удар на трёх сходящихся направлениях) операция в течение декабря 1921 — начала февраля 1922 была успешно завершена. 17 февраля 1922 советские войска вышли на государственную границу. Этому особенно способствовал более чем тысячекилометровый рейд по тылам противника отряда курсантов Петроградской интернациональной военной школы, состоявшего в основном из бывших бойцов 6-го красного финского стрелкового полка, во главе с Тойво Антикайненом.
По ходатайству командования войск, поддержанного Главкомом и председателем Военно-революционного комитета Карелии Э. А. Гюллингом приказом РВСР № 428 от 19 февраля 1922 была разработана целая программа чествования воинских частей, возвращавшихся с фронта. В частности, предусматривалась выдача всем участникам специального жетона. Учреждение последнего произошло чуть позднее приказом РВСР № 570 от 5 марта 1922. В нём вновь подчеркивалось, что «право ношения жетона присваивается всем красноармейцам и военнослужащим, принимавшим участие в ликвидации вторжения бело-финских банд на территорию Карелии». Знак получил название по надписи на нём — «Честному воину Карельского фронта». Удостоверение к нему не полагалось, но сведения о праве ношения заносились в послужные списки командиров и красноармейские книжки.